# What Time Is It? (single)
"What Time Is It?" is een muzikaal nummer uit de film High School Musical 2 (2007), en de eerste single afkomstig uit een film van Disney Channel. Het nummer staat op de soundtrack van de film.
Het lied ging wereldwijd in première op Radio Disney op 25 mei 2007. Het nummer werd uitgebracht als single op 16 juli 2007.
Het nummer werd onder andere gespeeld tijdens de nieuwjaarsviering in de Sydney Harbour op 31 december 2007.

## Posities
| Hitlijst                          | Hoogste positie |
| --------------------------------- | --------------- |
| U.S. Billboard Hot 100            | 6               |
| U.S. Billboard Pop 100            | 6               |
| Argentinean Top 100 Singles Chart | 100             |
| Australian ARIA Singles Chart     | 20              |
| Irish Singles Chart               | 9               |
| UK Singles Chart                  | 20              |
| United World Chart                | 20              |
| World Top 100 Singles             | 5               |
| Myx Philippines Top 10            | 9               |

## Andere versies
In november 2007 voerde de Cast van High School Musical 2 een kerstmisversie op van het nummer in Disneyland.